# Перри, Рик
Джеймс Ри́чард (Рик) Пе́рри (англ. James Richard «Rick» Perry, род. 4 марта 1950 года, Хаскелл, Техас, США) — американский политик, министр энергетики США со 2 марта 2017 года по 1 декабря 2019 года, 47-й губернатор штата Техас от Республиканской партии (2000—2015).

## Карьера
Окончил Техасский университет A&M (бакалавр, 1972). В 1972—1977 годах на службе в ВВС США, которую оставил в звании капитана. В 1989 году перешёл из Демократической партии в Республиканскую партию США. Избран вице-губернатором штата в 1998 году и сменил на посту губернатора Джорджа Буша, в 2000 году избранного президентом США. Перри трижды избирался на полный срок в 2002, 2006 и 2010 годах.
Перри объявил о желании претендовать на третий срок губернаторства в 2010 году. На выборах набрал 55 % голосов избирателей против 42 % у демократа Билла Уайта и стал самым долгосрочным губернатором за всю историю штата. На четвёртый срок не избирался.
12 августа 2011 года Рик Перри заявил о желании претендовать на право стать кандидатом в президенты США от республиканской партии на выборах 2012 года. 4 июня 2015 года заявил о своем участии выборах 2016 года. Но все эти попытки завершались ранним сходом с предвыборной дистанции.
13 декабря 2016 года избранный президент США Дональд Трамп выдвинул Рика Перри на пост министра энергетики.
2 марта Перри был утверждён в должности 62 голосами против 37.
21 октября 2019 года американская пресса со ссылкой на представителя Министерства энергетики США сообщила, что Рик Перри покинет свою должность в начале декабря текущего года.
1 декабря 2019 года разместил на своей странице в Твиттере сообщение, проинформировав, что прощается с министерством и с подчинёнными.
«Сегодня я прощаюсь с министерством энергетики. Для меня было большой честью и привилегией работать в администрации Дональда Трампа на посту министра. Благодарю свою жену, своих детей и американский народ за то, что позволили мне работать. Прощаюсь с вами», — написал Перри на своей странице в Twitter.
Рик Перри неоднократно подчёркивал широкие права штата Техас вплоть до выхода из состава США.